# Crystal Castles (album 2010)
(II), noto anche come Crystal Castles, è il secondo album dell'omonimo gruppo musicale Crystal Castles, pubblicato il 24 maggio 2010.

## Tracce
Testi di Alice Glass, musiche di Ethan Kath.
1. Fainting Spells – 2:44
2. Celestica – 3:48
3. Doe Deer – 1:38
4. Baptism – 4:13
5. Year of Silence – 4:54
6. Empathy – 4:11
7. Suffocation – 4:02
8. Violent Dreams – 4:35
9. Vietnam – 5:08
10. Birds – 2:31
11. Pap Smear – 3:43
12. Not in Love – 3:33
13. Intimate – 4:45
14. I Am Made of Chalk – 3:09

## Formazione
- Ethan Kath - strumenti
- Alice Glass - voce